# Království Pacaca
Pacaca, nebo také Pacacua, bylo kostarické domorodé království existující v 16. století. Jeho obyvatelé patřili k lidu a kultuře Huetarů. Jeho hlavní sídlo leželo v kantonu Mora, v provincii San José, v místě v současné době zvaném Tabarcia.
Království Pacaca bylo první domorodou komunitou Centrálního údolí, která se setkala v roce 1522 se Španěly. Zprávy o tomto království a jeho panovníkovi pochází ze zápisků Andrése de Cerecedy, který město navštívil s výpravou Gila Gonzáleze Dávily v letech 1522 až 1523. Ten zaznamenával množství získaného zlata i počty provedených křtů. Podle záznamů výprava nejprve prošla územím krále jménem Cob (ten podle historika Ricarda Fernándeze Guardiy vládl v Tusubres, podle Carlose Moliny Montese de Oca v oblasti mezi řekami Naranjo a Savegre). Dále pokračovala šedesát šest kilometrů jihovýchod-severozápadním směrem a dále dalších 44 kilometrů, dokud nedosáhla Západního království Huetarů. Malé množství křtů i získaného zlata naznačují, že se nejednalo o bohatou či významnou komunitu, i když Dávilova expedice oblast dále neprozkoumávala a brzy se vrátila na pobřeží pokračujíc v cestě na severozápad.
Oscar Bákit ve svém díle Garabito, nuestra raíz perdida z roku 1981 zabývajícím se postavou velkého krále Huetara, upozorňuje na možnost, že panovník jehož Dávila navštívil patřil k středoamerické kultuře, jejichž vliv se v 16. století projevoval na některých místech kostarického tichomořského pobřeží. Carlos Molina Montes však identifikuje město Huetara s domorodým královstvím Pacaca, které se nacházelo ve vnitrozemí poblíž současné Tabarciy, přesně ve vzdálenosti odpovídající Cerecedovu popisu Dávilovy cesty. Příslušnost města k mezilehlé oblasti, nikoliv k středoamerickému kulturnímu okruhu, potvrzuje i skutečnost, že se Cereceda zmiňuje o antropofagii. Není pochyb že jak Chorotega, tak i Gurutina a Chomes, jež také výprava navštívila, patřili do mezoamerické kulturní oblasti, kde existoval zvyk rituální antropofagie.
Je také možné, že označení Huetara nebylo jméno panovníka, ale jméno etnika či jazyka jímž tento lid mluvil, protože výraz huetares bylo užito pro označení velkého počtu domorodých obyvatel Kostariky.